# Chalcoporos Rupes
Chalcoporos Rupes es el nombre de una falla geológica sobre la superficie de Marte. Chalcoporos Rupes está localizada con el sistema de coordenadas centrados en -52.21 grados de latitud Norte y 24.51° de longitud Este, just al norte de otro escarpe, Pityusa Rupes. Tiene su base en el cuadrilátero de Noachis, a unos 1000 kilómetros (621,4 mi) del Hellas Planitia al suroeste del cráter Neukum, un área tan marcada con cráteres de impacto que se cree que es una de las partes más antiguas del planeta.

## Viento
Chalcoporos Rupes se encuentra en una región de Marte caracterizada por frecuentes signos de actividad de polvo y viento. El cañón y sus alrededores contienen marcas de torbellinos de viento y remolinos de arena. A medida que el Sol calienta el suelo marciano durante el día, se forman vórtices que levantan aire caliente cercano a la superficie, levantando polvo como consecuencia, moldeándolo y esculpiéndolo en formas de remolinos.